# گورستان مهتر لو
گورستان مهتر لو مربوط به هزاره اول قبل از میلاد است و در شهرستان ورزقان، بخش مرکزی، دهستان ازو مدل جنوبی، روستای مهترلو واقع شده و این اثر در تاریخ ۲۳ بهمن ۱۳۸۵ با شمارهٔ ثبت ۱۷۳۴۲ به‌عنوان یکی از آثار ملی ایران به ثبت رسیده است.